# Lauzerte
Lauzerte – miejscowość i gmina we Francji, w regionie Oksytania, w departamencie Tarn i Garonna.
Według danych na rok 1990 gminę zamieszkiwało 1529 osób, a gęstość zaludnienia wynosiła 34 osób/km² (wśród 3020 gmin regionu Midi-Pireneje Lauzerte plasuje się na 232. miejscu pod względem liczby ludności, natomiast pod względem powierzchni na miejscu 124.).